# Burum (Niederlande)
Burum (Friesisch: Boerum) ist ein Dorf in der Gemeinde Noardeast-Fryslân der niederländischen Provinz Friesland an der östlichen Grenze Westfrieslands. Der Ortskern liegt nördlich des Provinciale weg 355 (siehe N355).
2024 zählte der Ort knapp 600 Einwohner. Zum Dorf gehören auch die Bauerschaften De Keegen und Scharnehuizen sowie die Ländereien des Zisterzienserinnenkloster Galilea.
Mit der Burumervaart, auch Schipsloot genannt, gibt es nach Süden eine alte Wasserverbindung zur Lauwers. Im Jahr 2006 wurde gen Osten eine neue Verbindung zur Olde Lauwers hergestellt, welche in den ortsnahen neuen Yachthafen namens De Dwinger führt.

## Geschichte

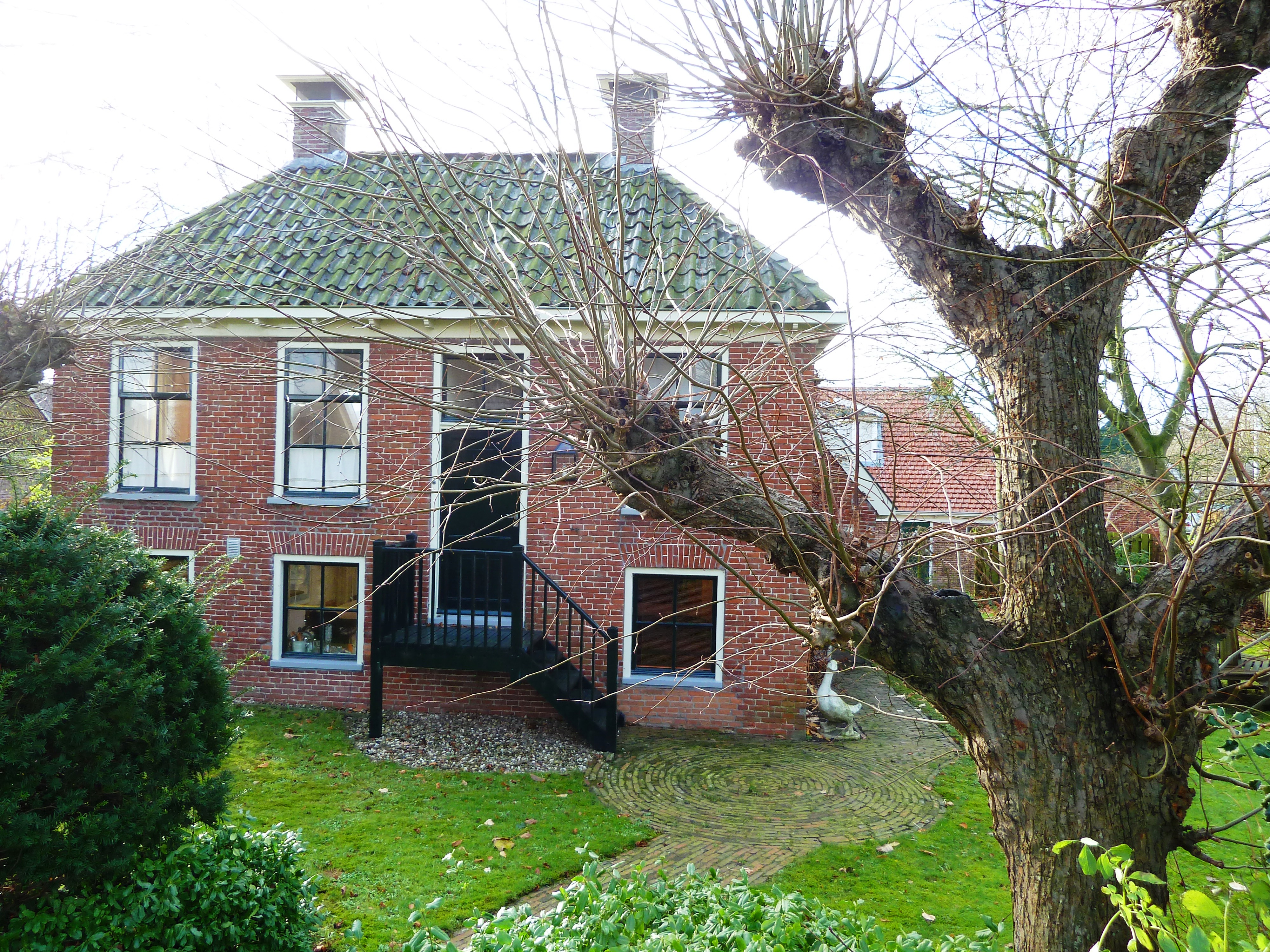
Das Haus am Uithof 4

Das Dorf entstand auf einem Hügel (Terp), der im frühen Mittelalter auf einem Schorrenwall angelegt wurde. Im frühen 14. Jahrhundert wurden Burum und das umgebende Land eingedeicht. Erstmals wird das Dorf in einem Dokument aus dem Jahr 1408 als „Burum“ erwähnt. Die Urkunde besagt, dass das Dorf seine Kirche an das Kloster des benachbarten Dorfes Gerkesklooster verkauft hatte. Das Kloster hatte im Dorf Mitspracherecht, da es Dorfrichter ernannte und Bauernhöfe pachtete oder baute, die für die Bewirtschaftung der Felder erforderlich waren. Es dauerte bis zur Reformation, bis dieser Einfluss zurückgedrängt wurde.
Der Ortsname wurde Ende des 16. Jahrhunderts in Aufzeichnungen als „Bwrum“ und 1664 als „Buerum“ aufgeführt. Der Name ist der Dativ Plural des Wortes 'Buur' (niederländisch für 'Nachbar'), was auch ein kleines Haus oder eine Wohnung bezeichnen kann. Der Ortsname könnte also als 'Siedlung von Häusern' interpretiert werden.
Etwas südlich von Burum befand sich zwischen dem 13. und 16. Jahrhundert das Zisterzienserkloster Galilea. Zu Beginn des 20. Jahrhunderts wurde an dieser Stelle am Friesestraatweg 1–3 ein Bauernhof errichtet.
Das Dorf entwickelte sich rund um die älteste Kirche am Uithof und entlang der Herestraat, welche den Hauptdurchgangsweg von Süden nach Norden bildete.
Am Beginn des Kloosterweg befindet sich die ehemalige dreiklassige Schule (Gangtyp) von 1921.
Bevor Burum 2019 in der Gemeente Noardeast-Fryslân aufging, gehörte es zu Kollumerland en Nieuwkruisland.

## Kirchen

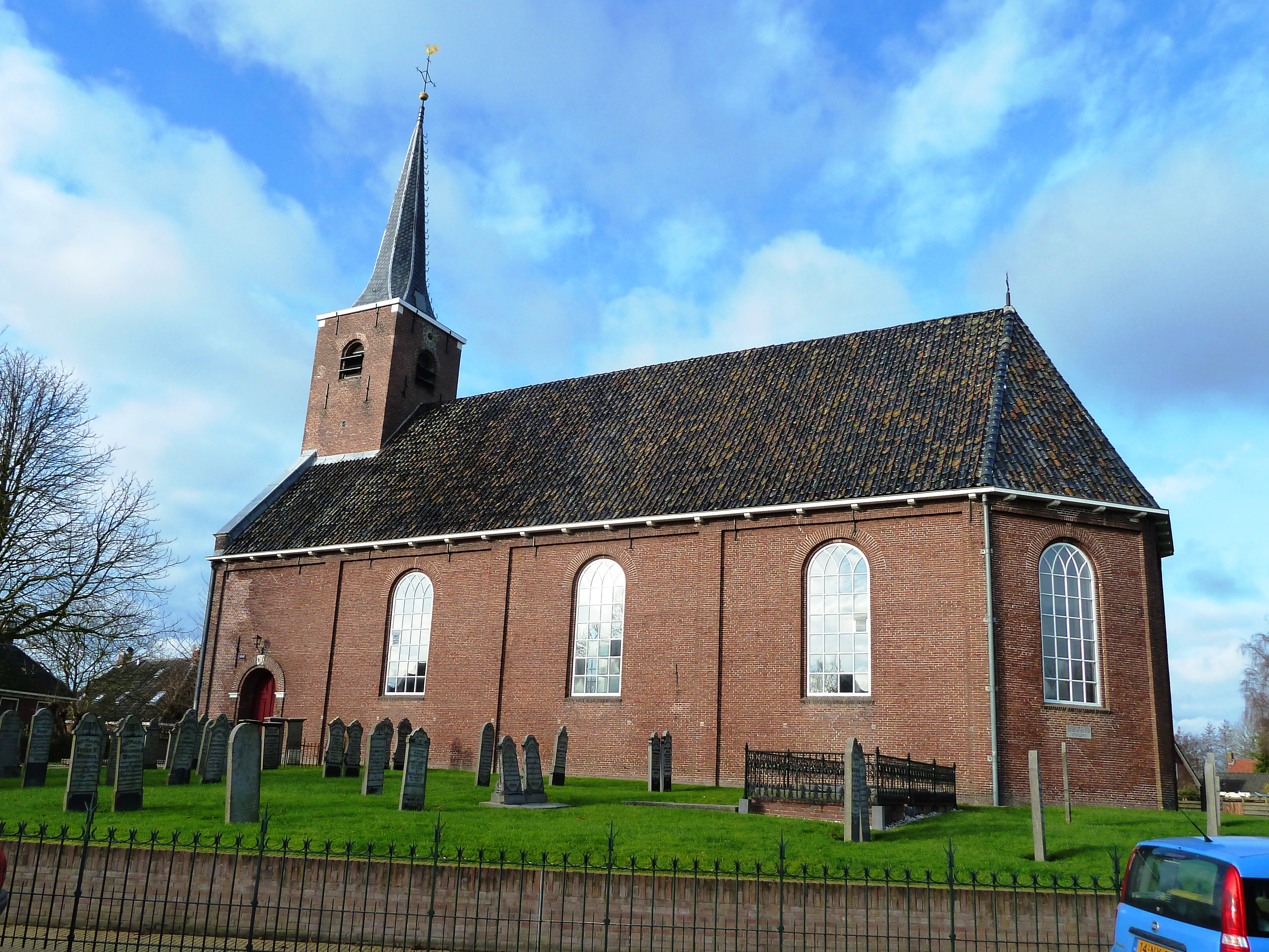
Reformierte Kirche

Das Dorf hat zwei Kirchen:

### Hervormde Kerk
Die älteste Kirche des Dorfes ist das Kirchengebäude der Niederländisch-reformierten Kirche. Sie wurde 1784 an der Stelle eines mittelalterlichen Vorgängerbaus errichtet. In der Kirche befinden sich eine Kanzel aus dem 18. Jahrhundert mit geschnitzten Karyatiden, gewundene Säulen Ionischer Ordnung, ein „Tauftor“ aus dem Jahr 1630 und neun Kirchenbänke höhergestellter Familien aus dem 17. und 18. Jahrhundert sowie eine Reihe von Grabsteinen aus dem 17. Jahrhundert, drei Kupferkronleuchter aus dem 18. Jahrhundert und eine Orgel von Petrus van Oeckelen aus dem Jahr 1876.
Im Turm der Kirche befindet sich ein Glockenstuhl mit einer Glocke, 1756 gegossen von der Glockengießerei Steen en Borchardt und einem, 1913 durch die Glockengießerei Eijsbouts hergestellten, mechanischen Uhrwerk. Gegenüber der Kirche befindet sich das 1878 im Stil des Eklektizismus erbaute Pfarrhaus.

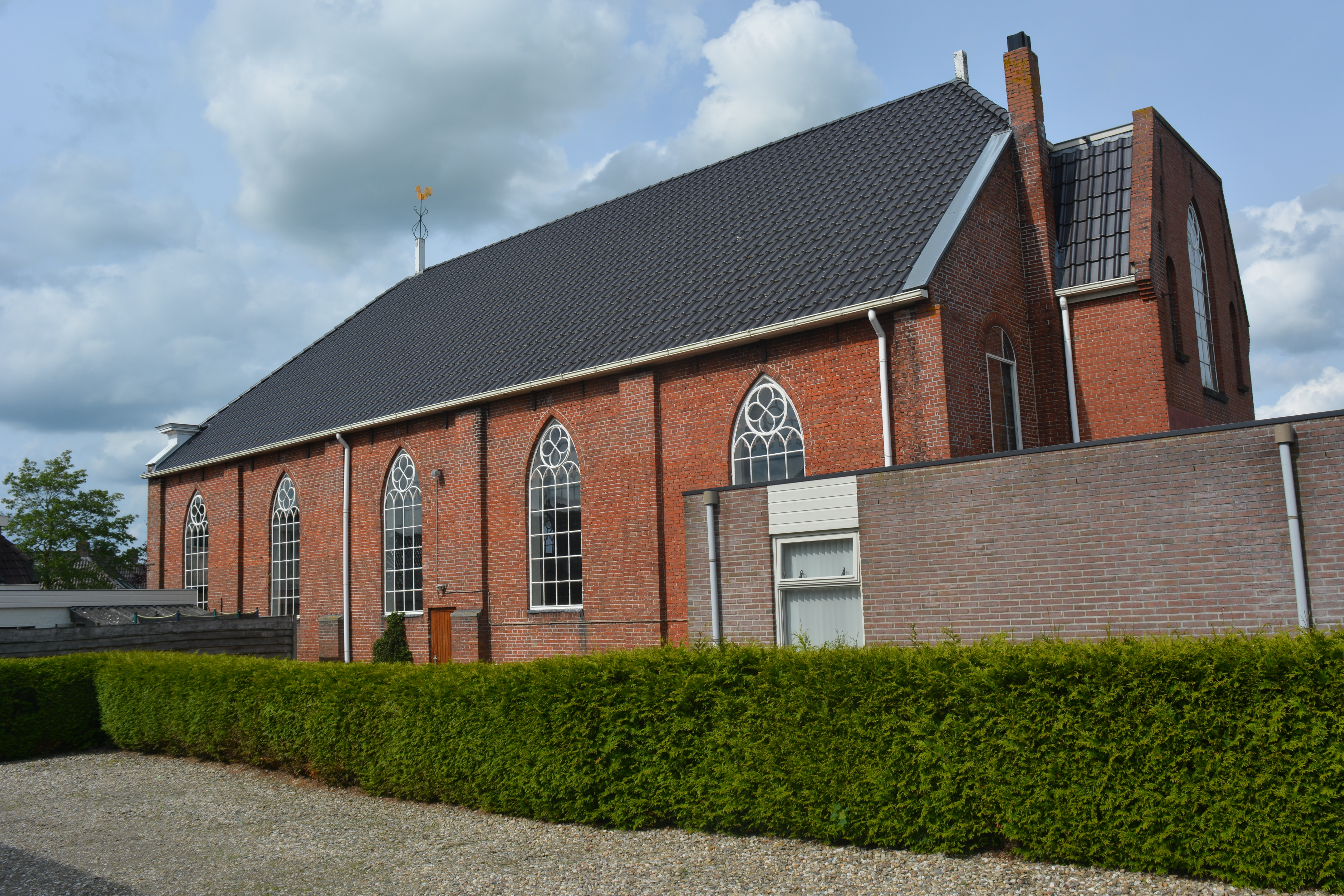
Gereformeerde Kirche

### Gereformeerde Kirche
Die reformierte Kirche des Dorfes datiert um das Jahr 1895 und ist eine einfache Saalkirche. Die reformierte Kirchengemeinde des Dorfes ist jedoch älter; sie wurde 1835 persönlich von Hendrik de Cock als erste der reformierten Kirchengemeinden in den Niederlanden gegründet.

## Bodenstation It Grutte Ear
Im Nordwesten von Burum befindet sich die Satellitenbodenstation It Grutte Ear (offizieller Name: Satellietgrondstation 12) für die Satellitenkommunikation des englischen Telekommunikationsanbieters Inmarsat (zuvor Stratos und Xantic). Auf dem Gelände befindet sich auch die Abhörstation der JSCU, dem Nachfolger der in Folge der Terroranschläge am 11. September 2001 eingerichteten NSO. Allerdings ist der Fortbestand der Abhörstation aufgrund der von ihr genutzten Frequenzbelegung zu Lasten des geplanten 5G-Netzes ungewiss.

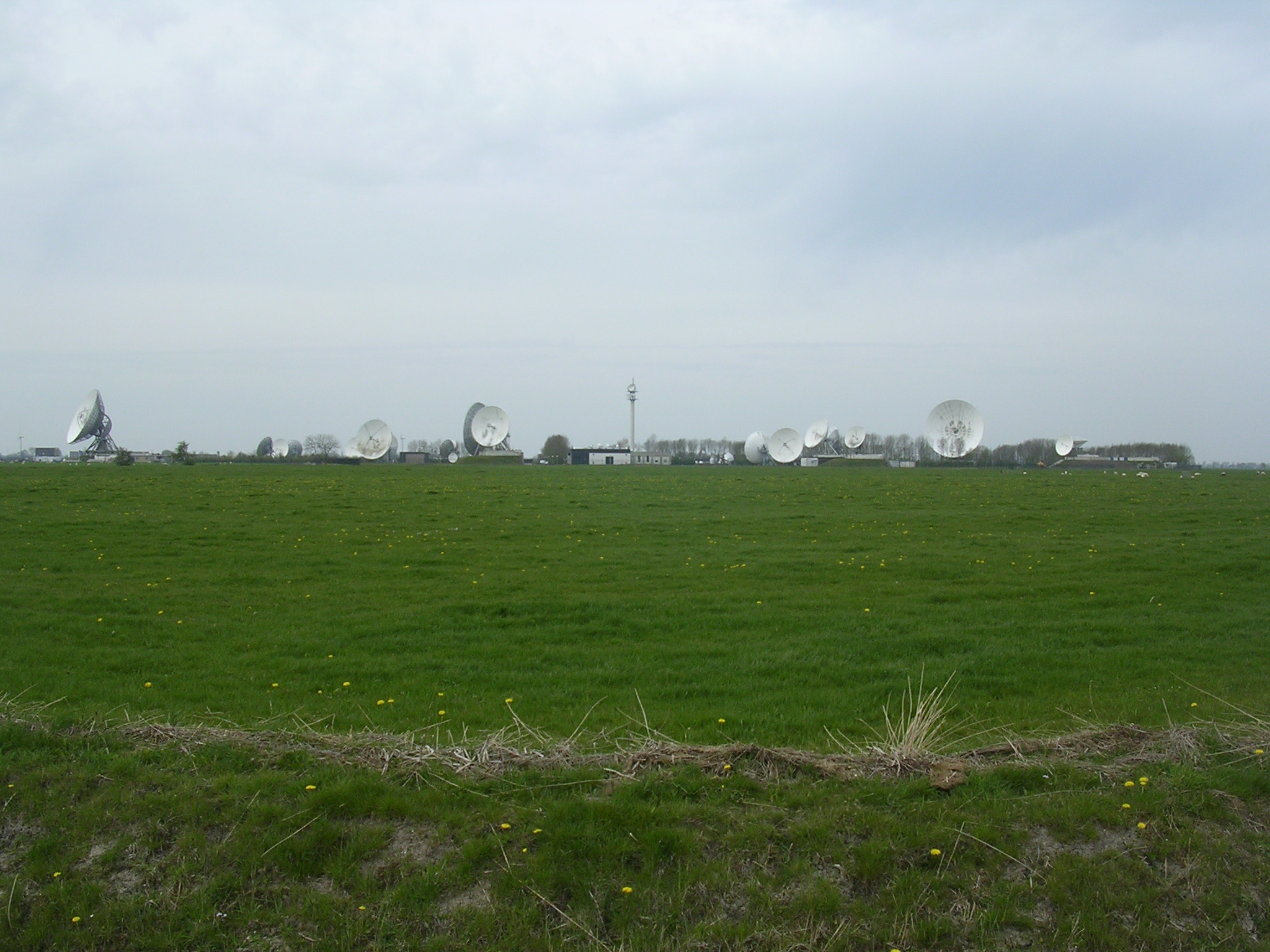
Satelliten-Bodenstation It Grutte Ear
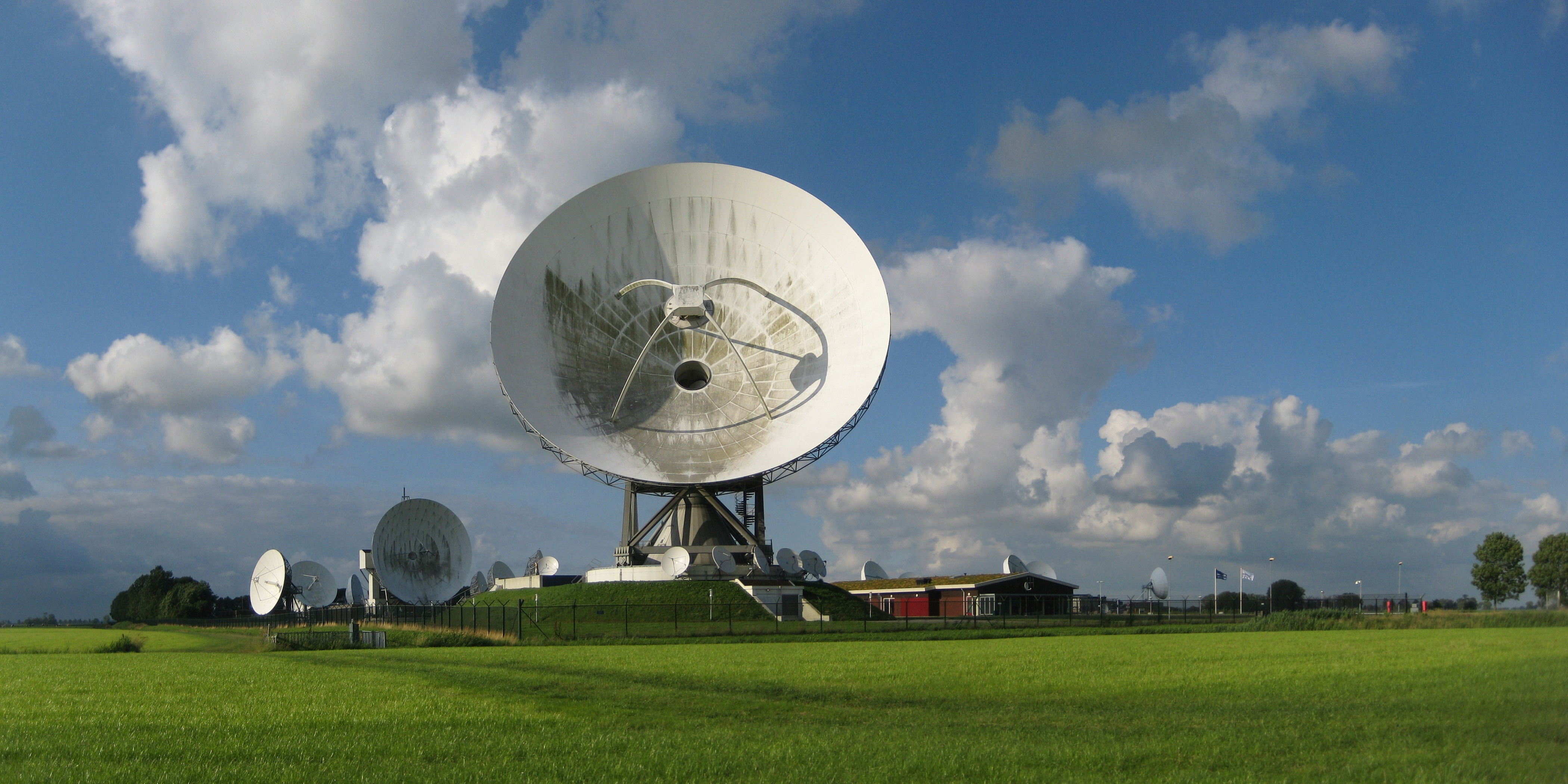
Die Bodenstation der NSO (2012)

## Mühlen
Eine Mühle wurde bereits 1694 in Burum erwähnt. Heute steht auf diesem Platz die umgebaute Korn- und Schälmühle Windlust aus dem Jahr 1787. Am 8. April 2012 brannte das erst im Jahr 2000 restaurierte Bauwerk vollständig ab und wurde 2014 neu errichtet.

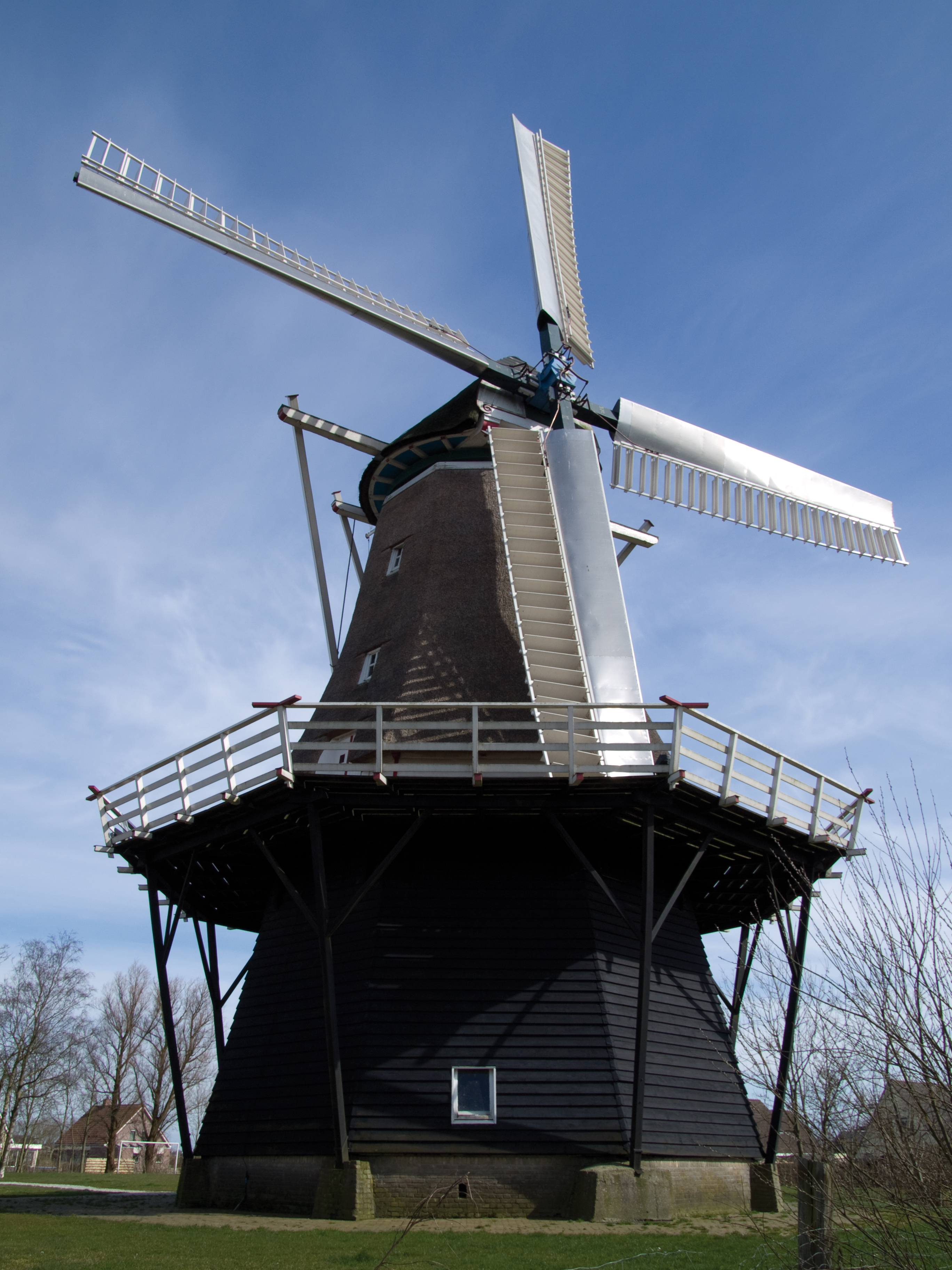
Die Mühle Windlust 2009
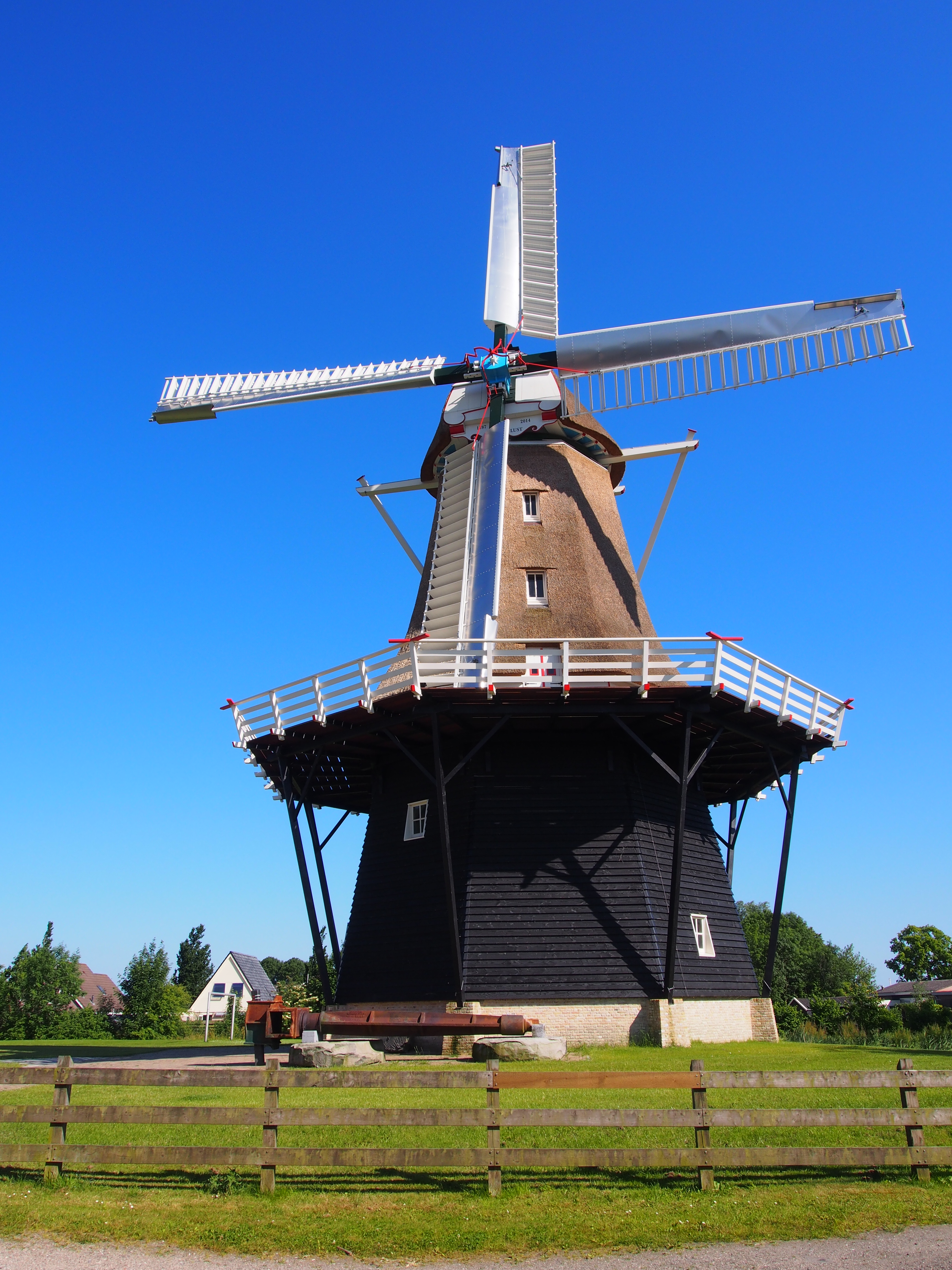
Nach dem Wiederaufbau 2015

## Sport
Das Dorf hat keinen eigenen Fußballverein, aber in Warfstermolen gibt es den SV de Lauwers, zu dem auch der Fußballverein VV de Lauwers gehört. Der Verein bestreitet seine Heimspiele im Sportkomplex t Meertenust im Weiler Halfweg.
Darüber hinaus hat das Dorf den Wassersportverein WV Burum, den Volleyballverein DES, den Gymnastikverband DES, den Eissportverein Burum und den Billardclub De Klos.

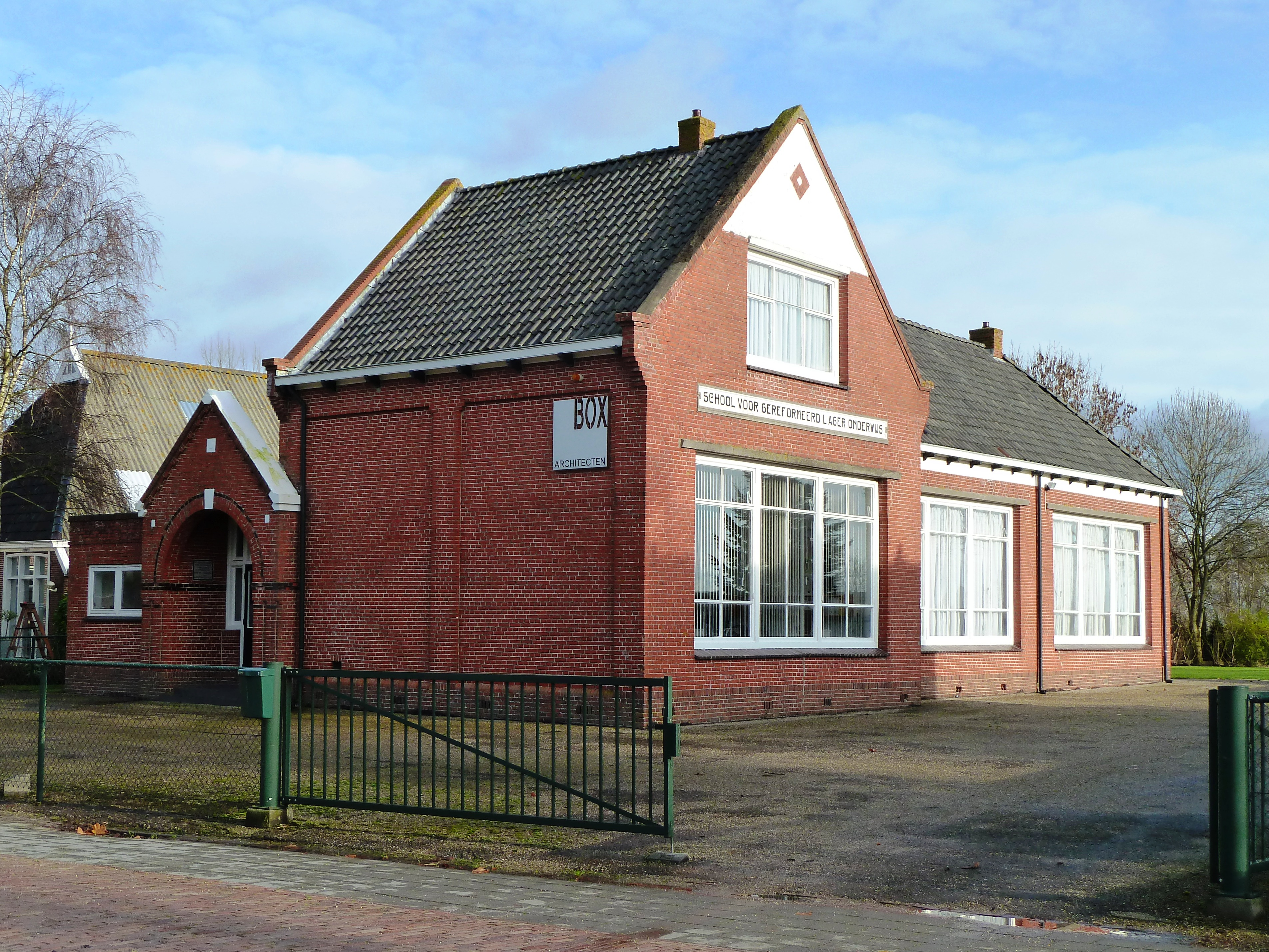
Ehemalige christliche Volksschule

## Kultur
Burum hat ein eigenes Dorfgemeinschaftshaus mit Namen de Toutenburg. Im Ort gibt es ein christliches Blasorchester („Advendo“) und einen Shanty-Chor.

## Bildung
Die christliche Grundschule Op de Hoogte befindet sich nahe dem Ortskern.

## Persönlichkeiten

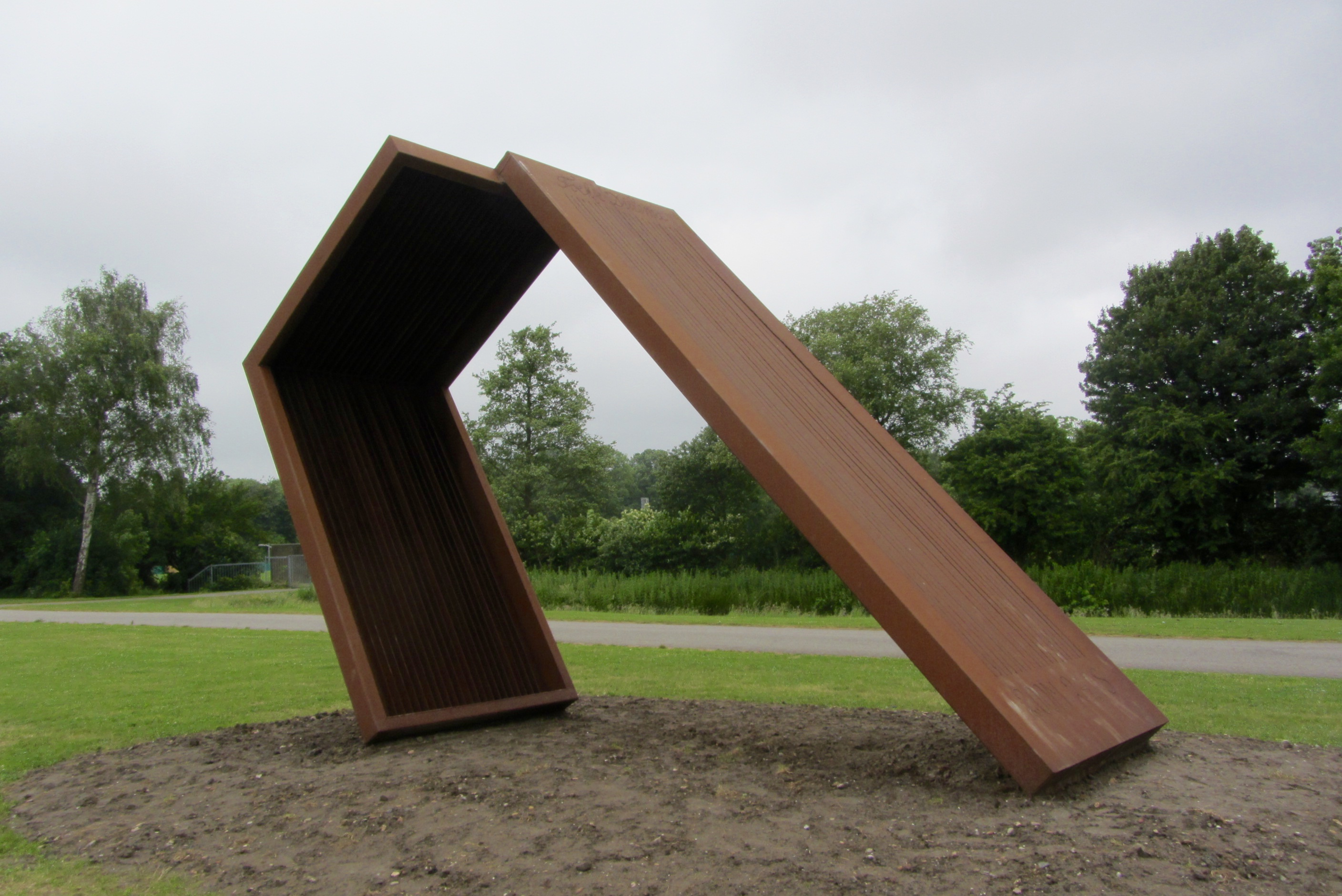
Skulptur zu Ehren der Burumer Sprinterin Foekje Dillema

Eine der bekanntesten Personen aus Burum ist die Athletin Foekje Dillema, die im 200-Meter-Lauf die niederländische Spitzenathletin Fanny Blankers-Koen schlagen konnte, die diese Distanz bis dahin dominiert hatte. Da sie sich einem Test auf ihre geschlechtliche Zuordnung verweigerte, wurde sie für weitere sportliche Wettkämpfe ausgeschlossen. Eine spätere Untersuchung zeigte intersexuelle Merkmale (Hyperandrogenämie). In Leeuwarden (zuvor in Oranjewoud) steht ihr zu Ehren eine Skulptur, die ihre Beine in stilisierter Form darstellen soll. Im Ort Burum wurde ihr 2014 zum Gedenken ein schmuckloser Bildstock mit einer grünen Lotusblume aufgestellt.
Ein anderer berühmter Bürger war Frans Tutuhatunewa. Er war von 1993 bis 2010 Exil-Präsident der Republik Maluku Selatan (RMS). Zuvor war er von 1964 bis 1981 als Allgemeinarzt in Burum tätig.

### Geboren in Burum
- Bernard Accama (1697–1756), Maler
- Jan Hoekstra (1910–1982), Politiker der CHU und Bürgermeister
- Foekje Dillema (1926–2007), Athletin